# Morobea
Morobea is een geslacht van wantsen uit de familie van de Miridae (blindwantsen). Het geslacht werd voor het eerst wetenschappelijk beschreven door José Cândido de Melo Carvalho in 1987.

## Soorten
Het genus bevat de volgende soorten:

- Morobea longipes Carvalho, 1987
- Morobea spectabilis Wall, 2007